# С куршум в главата
„С куршум на главата“ (на френски: Micmacs à tire-larigot) е френски комедиен филм от 2009 г. на режисьора Жан-Пиер Жьоне с участието на Дани Бун.